# كأس روسيا لكرة القدم 1996–97
كأس روسيا لكرة القدم 1996–97 (بالروسية: Кубок России по футболу 1996/1997)‏ هو الموسم 5 من كأس روسيا لكرة القدم. أقيم خلال الفترة 17 أبريل 1996 وحتى 11 يونيو 1997، وأشرف على تنظيمه اتحاد روسيا لكرة القدم، وكان عدد الأندية المشاركة فيه 158، وفاز فيه لوكوموتيف موسكو.